# Necroptosi

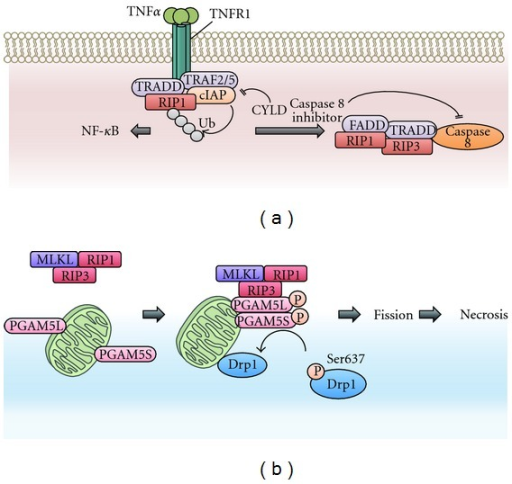
Via di segnalazione della necroptosi

La necroptosi è una forma di necrosi programmata, o morte cellulare infiammatoria. Normalmente la necrosi è associata a morte cellulare non programmata, ma dovuta a danno cellulare o a infiltrazione da parte di agenti patogeni, in opposizione all'apoptosi o morte programmata.
La scoperta della necroptosi ha dimostrato che la cellula può eseguire anche una necrosi programmata e che non sempre attiva il processo apoptotico. 

La necroptosi è determinata sia da segnali interni, quali ROS e stress cellulare, che da segnali esterni. La segnalazione esterna è come quella dell'apoptosi, ossia determinata da TNFα. TNFα si lega al suo recettore TNFR e questo a sua volta lega la proteina adattatrice TRADD attraverso il dominio di morte (DD, Death Domain), la proteina adattatrice ha a sua volta un dominio effettore di morte (DED, Death Effector Domain) con il quale attiva la caspasi 8, che è una caspasi iniziatrice che avvia la via estrinseca dell'apoptosi. 
Tuttavia in topi knock out per la caspasi 8 è stato osservato che si costituisce un complesso detto ripoptosoma, costituito dalla dimeri di proteina chinasi Ripk1, dalla proteina Rip3. Questi dimeri vanno ad attivare la proteina MLKL favorendo la formazione di trimeri che a loro volta vanno a perforare la membrana plasmatica favorendo la fuoriuscita dei DAMPs (Pattern Molecolari Associati al Danno) e la morte cellulare. 